# Aluvión (derecho)
En el ámbito del derecho se denomina aluvión al incremento que pueden sufrir aquellos terrenos ribereños de un cauce fluvial por el depósito de materiales sedimentarios que el propio flujo de agua arrastra.
Los acontecimientos aluviales podrían generar dudas sobre a quién pertenece la propiedad de las nuevas franjas de tierras, algo que se resuelve haciendo propietarios de la nueva extensión a los dueños de las fincas colindantes en virtud de la accesión.